# The Banksias
The Banksias, автор Селія Россер, — тритомна серія монографій, що містять малюнки кожного виду Banksia. Його публікація стала першим випадком, коли такий великий рід був повністю намальований одним ботанічним ілюстратором. Публікацію описують як «одну з видатних ботанічних робіт століття».
Акварелі створені на спеціальному папері Arches. Три томи складаються з листів, відтворених офсетним друком та переплетених у палітурки із зеленої шкіри. Ботанік Алекс Джордж написав супровідний текст.
Россер почала працювати над The Banksias у 1974 році. Перший том, що містить 24 листи, був опублікований у 1981 році. Видання включало 730 книг і 100 портфоліо. Том II, опублікований у 1988 році, також містив 24 листів і був випущений тиражем у 730 книг і 100 портфоліо. Том III, завершений у 2000 році, містив 28 листів і був випущений тиражем у 530 книг і 300 портфоліо. З моменту публікації III тому було описано новий вид «B. rosserae»; згодом Россер намалювла його та випустила набір відбитків. У 2007 р. рід Dryandra було перенесено до Banksia, тож тепер існує дуже багато видів Banksia, які не були намальовані Россер.
Кожен том «The Banksias» був подарований королеві Єлизаветі II урядом Австралії як подарунок від австралійського народу. 
У 1997 році Селія Россер була нагороджена Лондонським Ліннеївським товариством за ботанічну ілюстрацію, а у 1995 році медаллю Ордена Австралії.